# 流れ板七人
『流れ板七人』（ながれいたしちにん）は、牛次郎脚本、笠太郎作画による漫画を原案として、テレビ朝日系列で1997年1月16日から3月20日まで放送されたテレビドラマ、および同じく1997年に東映（東映京都撮影所）が製作した劇場映画。

## 概要
漫画は『流れ板竜二』のタイトルで、『漫画サンデー』（実業之日本社）に連載された。単行本はマンサンコミックスから全17巻（愛蔵版は全2巻）、小池書院から全2巻で刊行された。

## ドラマ版

### 概要
- 主人公達が全国を旅し、そこで出逢う様々な人達との人情劇を描いたドラマ。
- 放送当時としても前時代的な作風であったためか視聴者には受け入れられず、最終的に視聴率は1桁まで下がり終了した。

### あらすじ
天才的な料理の腕を持っているが、とある事情でさすらいの料理人「流れ板」となった梨堂竜二。彼の料理人修業の模様を描く、旅情ハートフルコメディ。

### キャスト
- 梨堂竜二：水谷豊
- 稲村花絵：高橋由美子…料理人。東京の老舗の調理師紹介所『稲宗』の跡取り娘。
- 明神渡：原田龍二…料理人。古稀庵の焼方をしていた。
- 佐倉保：織本順吉…稲宗の番頭。
- 桜井京四郎：大杉漣
- 柴田直治：三橋達也
- 稲村絹子：十朱幸代…稲宗の女主人。花枝の母親。
- 榊順子：片平なぎさ
- 榊陽子：吉田茉以
- 鉾田明彦：潮哲也
- 古稀庵の板前たち
  - 大友（立板）：山田吾一
  - 窪田（煮方）：赤塚真人
  - 早川（向板）：渡祐志
  - 中山（脇板）：本宮泰風
  - 小磯（追い回し）：マギー

### 主題歌
- 主題歌

「さらば恋人」Who's Who
- 挿入歌

「今までどんな恋をしてきたんだろう」（高橋由美子）

### スタッフ
- 原案：牛次郎、笠太郎
- 脚本：水谷龍二、下川博、ちゃき克彰、林誠人、上岡一美
- 音楽：井上堯之
- プロデュース：高橋正樹、加藤貢、須藤泰司
- 監督：真船匡氏、杉村六郎、齋藤光正
- 制作：テレビ朝日、東映

### サブタイトル
| 話数 | 放送日        | サブタイトル                     | ゲスト出演者                                                     | 脚本       | 監督     | 視聴率 |
| ---- | ------------- | -------------------------------- | ---------------------------------------------------------------- | ---------- | -------- | ------ |
| 1    | 1997年1月16日 | さらば恋人・函館料理対決         | 財津一郎、根岸季衣、中丸新将、松阪隆子、神山繁                   | 水谷龍二   | 真船匡氏 | 11.1%  |
| 2    | 1997年1月23日 | 下町母娘のみそ汁テスト           | 山口粧太、青柳文太郎                                             | 下川博     | 杉村六郎 | 10.3%  |
| 3    | 1997年1月30日 | 鯛づくし恋の配達便!              | 鳥越まり、田中隆三、筒井真理子、大島蓉子、村松克己               | ちゃき克彰 | 杉村六郎 | 10.5%  |
| 4    | 1997年2月6日  | 恋の給食・野菜料理大作戦         | 伊藤かずえ、田口浩正                                             | 林誠人     | 真船匡氏 | 7.1%   |
| 5    | 1997年2月13日 | 花嫁の父のカレーライス           | 三橋達也、大寶智子、小宮久美子                                   | 上岡一美   | 真船匡氏 | 7.4%   |
| 6    | 1997年2月20日 | 浜名湖・老舗料亭は大トラブル     | 栗田よう子、根岸季衣、左時枝、渡辺哲、中島久之、白木万理         | ちゃき克彰 | 齋藤光正 | 8.5%   |
| 7    | 1997年2月27日 | 京都・友情のパスタ勝負           | 園佳也子、吉見一豊、鈴川法子                                     | 林誠人     | 齋藤光正 | 7.7%   |
| 8    | 1997年3月6日  | 雪の温泉旅情・父と娘の豪華祝い膳 | 未來貴子、関敬六、鈴木佳、不破万作、津島令子、志水正義、櫻庭博道 | ちゃき克彰 | 杉村六郎 | 6.1%   |
| 9    | 1997年3月13日 | 松島カキ祭り・北国で待つ女       | 美保純、梨本謙次郎、菅原大吉、岩城茉里                           | 水谷龍二   | 杉村六郎 | 6.3%   |
| 10   | 1997年3月20日 | 春を呼べ! 最後の包丁勝負         |                                                                  | 水谷龍二   | 真船匡氏 | 6.3%   |

## 映画版
1997年1月15日公開。東映配給。

### キャスト
- 梨堂竜二：松方弘樹
- 明神渡：東幹久
- 森川敬三：的場浩司
- 稲村花絵：酒井美紀
- 木藤牧子：藤田朋子
- 高根冴子：渡辺えり子
- 持田誠：加藤茶
- 日陰祥子：吉行和子
- 審判：土屋嘉男
- 若山幸子
- 杉江：佐伯伽耶
- 室まさのり
- 審判：佐々木勝彦
- 福田豊土
- 平賀雅臣
- 小泉雄司
- 神乃毬絵
- 東竜子
- 真実一路
- 渕野直幸
- 長沢一樹
- 竜川剛
- 浦野眞彦
- 中倉健太郎
- 大木晤郎
- 五十嵐義弘
- 須賀章
- 加茂あかり
- 梨堂真澄：浅野ゆう子（友情出演）
- 仙元義夫
- 木村勉
- 次朗
- 波多野博
- 丸田明彦
- 西村泰治
- タンクロウ
- 木村康志
- 村地薫
- 藤坂有希
- 司裕介
- 北村理恵
- 藤沢徹夫
- 芳野史明
- 福原和希
- 安川まり
- ダイナマイトイシムラ
- 三田喜八：いかりや長介（特別出演）
- 浦部海東：松村達雄
- 高根鉄也：木村一八
- 鉾田明彦：中条きよし
- 松木精蔵：梅宮辰夫
- 稲村きぬ：いしだあゆみ

### スタッフ
- 監督：和泉聖治
- 脚本：高田宏治
- プロデューサー：亀岡正人、厨子稔雄、伊藤満
- 企画：岡田裕介、佐藤雅夫
- 音楽：嶋田英次郎
- 音楽プロデューサー：石川光
- 撮影：安藤庄平
- 美術：内藤昭
- 編集：玉木濬夫
- 製作：東映京都撮影所